# Kim Jae-gang
Kim Jae-gang (kor.김재강; 16 sierpnia 1987) – południowokoreański zapaśnik w stylu wolnym. Olimpijczyk z Pekinu 2008, gdzie zajął piętnaste miejsce w kategorii 120 kg.
Ósmy na mistrzostwach świata w 2017. Brązowy medalista igrzysk azjatyckich w 2018 i piąty 2010. Mistrz Azji w 2013, srebro w 2012 i brąz w 2010, 2015 i 2018. Trzynasty na Uniwersjadzie w 2013, jako zawodnik Yeungnam University z Gyeongsan.